# ديريك أدكينز
ديريك أدكينز (بالإنجليزية: Derrick Adkins) هو واثب حواجز ‏ أمريكي، ولد في 2 يوليو 1970 في بروكلين في الولايات المتحدة.

## وصلات خارجية
- ديريك أدكينز على موقع الاتحاد الدولي لألعاب القوى (الإنجليزية)
- ديريك أدكينز على موقع اللجنة الأولمبية الدولية (الإنجليزية)
- ديريك أدكينز على موقع أوليمبيديا (الإنجليزية)